# Chamanthedon striata
Chamanthedon striata là một loài bướm đêm thuộc họ Sesiidae. Nó được tìm thấy ở Sierra Leone.